# Widgrenia corymbosa
Widgrenia corymbosa är en oleanderväxtart som beskrevs av Gustaf Oskar Andersson Malme. Widgrenia corymbosa ingår i släktet Widgrenia och familjen oleanderväxter. Inga underarter finns listade i Catalogue of Life.